# Valle de Toluca
Valle de Toluca är en dal i Mexiko.   Den ligger i delstaten Mexiko, i den sydöstra delen av landet, 60 km väster om huvudstaden Mexico City.